# Dějiny Nového Zélandu

Státní znak Nového Zélandu

Dějiny Nového Zélandu jsou dějinami státu Nový Zéland, který vznikl roku 1907, a dějinami území tohoto státu před jeho vznikem. Nový Zéland je geograficky souostrovím dvou velkých ostrovů, Severního a Jižního, a dalších asi 600 menších ostrůvků.
Historie Nového Zélandu začíná zhruba v letech 1320 až 1350 n. l., kdy jej objevili a usadili se tu Polynésané, kteří pak vyvinuli odlišnou maorskou kulturu. Stejně jako ostatní tichomořské kultury byla maorská společnost zaměřena na příbuzenské vazby a spojení se zemí, ale na rozdíl od nich se přizpůsobila chladnějšímu prostředí.
Prvním evropským průzkumníkem, který navštívil Nový Zéland, byl 13. prosince 1642 holandský mořeplavec Abel Tasman. V roce 1643 zmapoval západní pobřeží Severního ostrova a jeho výprava se poté plavila zpět do Batávie, aniž by vkročila na novozélandskou půdu. Britský mořeplavec James Cook, který dorazil na Nový Zéland v říjnu 1769 na první ze svých tří cest, byl prvním Evropanem, který obeplul a zmapoval celý Nový Zéland. Od konce 18. století pak zemi pravidelně navštěvovali další mořeplavci, misionáři, obchodníci i dobrodruzi.
V roce 1840 byla mezi zástupci Spojeného království a maorskými náčelníky podepsána smlouva z Waitangi, kterou se Nový Zéland stal součástí Britského impéria a poskytla Maorům stejná práva jako ostatním britským poddaným. Spory o výklad smlouvy a snaha osadníků získat půdu ale později vedly k válkám, které spolu s účinky evropských infekčních nemocí i důsledky zavedení evropského ekonomického a právního systému vedly k tomu, že většina území Nového Zélandu přešla do vlastnictví Evropanů, kdežto Maorové zchudli.
Od 90. let 19. století uzákonil novozélandský parlament řadu progresivních změn, včetně volebního práva pro ženy a starobních důchodů. V roce 1907 se Nový Zéland stal samosprávným státem v rámci Britského impéria. Více než 100 000 Novozélanďanů bojovalo v první světové válce jako součást novozélandských expedičních sil. Po válce Nový Zéland podepsal Versailleskou smlouvu (1919), vstoupil do Společnosti národů a prováděl nezávislou zahraniční politiku, zatímco jeho obranu stále kontrolovala Británie. Když v roce 1939 vypukla druhá světová válka, Nový Zéland přispěl k obraně Británie a válce v Tichomoří asi 120 000 vojáky.
Od 50. let 20. století se Maorové začali stěhovat do měst a maorská kultura zažila renesanci. To vedlo k rozvoji maorského protestního hnutí, které následně na konci 20. století vedlo k většímu uznání smlouvy z Waitangi. Ekonomika země sice byla postižena celosvětovou energetickou krizí v roce 1973, ztrátou největšího exportního trhu Nového Zélandu po vstupu Británie do Evropského hospodářského společenství a nekontrolovatelnou inflací, ale díky reformám z 80. let se Novému Zélandu na konci 20. století a na začátku 21. století ekonomicky dařilo dobře. Také zahraniční politika se po roce 1984 stala nezávislejší, zejména v prosazování bezjaderné zóny.

## Maorské osídlení

Průběh maorského osídlení Nového Zélandu z Polynésie

Člověk prvně osídlil území dnešního Nového Zélandu pravděpodobně kolem roku 1300. Nejstarší stopy lidského působení archeologové nacházejí na Jižním ostrově První lidé pravděpodobně připluli z Polynésie. Tito příchozí jsou dnes nazýváni Maoři a vytvořili si časem kolektivní identitu. Pojem Maor, neboli "lid moa", lze také přeložit jako "lovci ptáků moa". Třímetroví nelétaví ptáci moa se vyskytovali hojně právě na Novém Zélandu a byli téměř jediným zdrojem masa pro loveckou společnost, neboť na ostrově téměř nežili savci. Kvůli tomu byli tito ptáci rychle vyhubeni. Někteří odborníci se domnívají, že vyhubení moa a nedostatek masa daly vzniknout typickému rysu maorské společnosti – kanibalismu. Jiní ale oponují, že smysl tohoto jevu byl vždy rituální, nikoli nutriční (kultura "lovců lebek").
Podle tradiční maorské legendy objevil souostroví mořeplavec Kupe v 10. století a pojmenoval ho Aotearoa, což lze přeložit jako Země dlouhého bílého oblaku. Trvalejší a souvislejší osídlení však můžeme podle archeologů datovat až ve 12. století. Tehdy byl také osídlen i severní ostrov. Období 13. až 14. století historikové nazývají "Velkou migrací", neboť dochází k mohutnému osidlování především ze Společenských ostrovů. Maorská společnost se stratifikuje a dosahuje úrovně vojenského náčelnictví. Pro kmen existoval název "iwi".
Maoři před příchodem Evropanů neznali zpracování kovů, jejich zbraně a nástroje byly ze dřeva a opracovaných kamenů. Kultura Maorů vykazovala i některé specifické rysy. Základním znakem bylo tetování, které Maoři nazývali moko. Muži mívali potetovaný obličej, ženy rty, bradu a prsa. Tetování vždy prováděl tzv. tohunga ta moko, jenž zastával funkci, kterou bychom mohli přiblížit funkci kněze či šamana (jakkoli maorská kultura nebyla patrně ani magickou, ani náboženskou). Tetování se provádělo kostěným dlátkem a směsí sazí a smůly stromů kauri. Dláto pronikalo hlouběji do masa než jehly při dnešním tetování, takže šlo o velice bolestivý rituál. U mužů tetování obličeje ještě předcházelo vytrhávání vousů. Společnost byla rozdělena hodně podle pohlaví, obecně platilo, že muži smějí pracovat s tvrdými materiály (dřevo, kámen, kosti), ženy jen s měkkými (vlasy, vlákna, peří). Vysokou úroveň měla maorská technologie stavby kanoí. Zachovalo se i maorské umění, většinou rytiny do dřeva či kostí. Religionisté si ovšem povšimli, že toto umění neobsahuje náboženské výjevy ve smyslu nadpřirozena. Většinou šlo o obrazy předků. Nejvyšší úrovně dosahovaly maorské šperky z kostí a dřeva.

## Příchod Evropanů

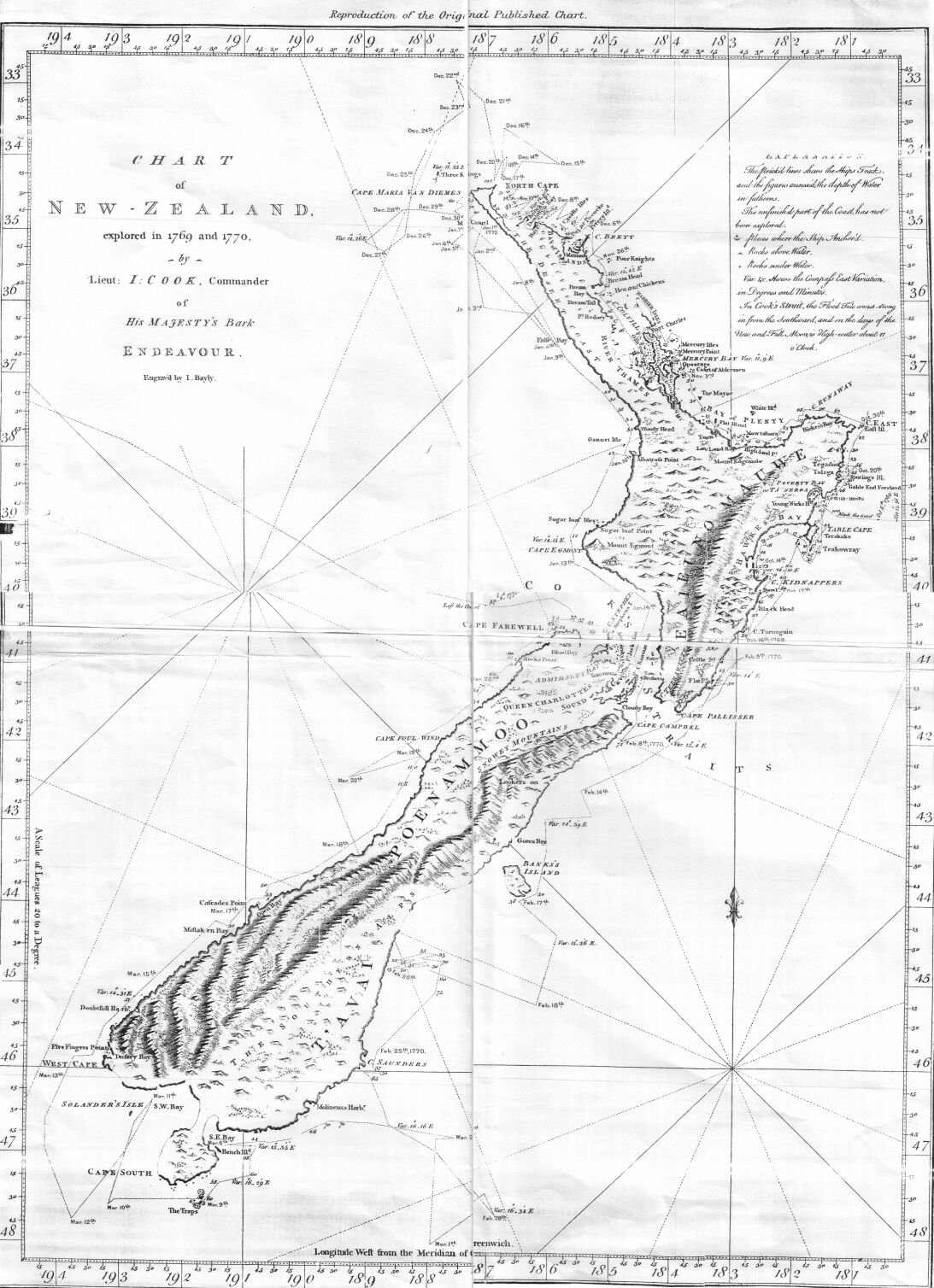
První mapa Nového Zélandu vytvořená Jamesem Cookem

Roku 1642 dorazil k novozélandským břehům Nizozemec Abel Tasman. Stanul u západního pobřeží Jižního ostrova. Prozkoumal pobřeží a zemi provizorně pojmenoval Staaten Landt. Dlouho jí ovšem nezkoumal. Krátce po přistání Maoři zabili čtyři členy jeho posádky a Tasman nařídil se stáhnout a vrátit do Indonésie. Roku 1665 zpětně objevenou zemi pojmenoval Nieuw Zeeland, po své rodné holandské provincii Zeeland. Toto jméno se užívá dodnes, byť Nizozemci nakonec souostroví nekolonizovali.
Koloniální dějiny se počínají psát teprve v 18. století. Roku 1769 připlul k novozélandským břehům britský námořník James Cook. Obeplul oba hlavní ostrovy a zakreslil je do mapy. Šlo o první mapu Nového Zélandu v historii. Oba ostrovy pak Cook prohlásil za državu Spojeného království. I on se dostal do konfliktu s Maory, ale s některými kmeny se mu naopak podařilo navázat přátelské vztahy.
Dva měsíce po Cookovi dorazila francouzská námořní výprava kapitána Jeana de Surville. Ta si ještě nečinila na území nárok. Další francouzská výprava, kapitána Mariona du Fresne, která připlula roku 1772, však již oba ostrovy prohlásila za državu francouzského krále Ludvíka XV. Fresne dal zemi i nový název France Australe (tedy Jižní Francie). Ke střetu s Brity o novou kolonii ovšem nedošlo, neboť dlouho nikoho nelákalo území opravdu osidlovat. Od roku 1790 se na Novém Zélandu začaly usazovat pouze malé skupinky lovců lachtanů a velrybářů. Ty přinesly první domácí zvířata.
Někdy na počátku 19. století pak byly na ostrovy dovezeny i první střelné zbraně - muškety, což naprosto převrátilo maorské dějiny a dalo následujícím čtyřiceti letům název "mušketové války". Kmeny, které si muškety pořídily, se vrhly na kmeny, které nebyly takto vyzbrojeny, a začaly je vyvražďovat. V letech 1801-1840 se podle odhadů historiků uskutečnilo asi 600 válek mezi kmeny a bylo při nich zabito asi 40 000 Maorů. Teprve od třicátých let si Maoři začali pozvolna uvědomovat, že tato strategie je sebevražedná, a že Evropané pozvolna využili maorských sporů k ovládnutí souostroví. Již roku 1814 dorazil na Nový Zéland první misionář Samuel Marsden (anglikán). Kolem roku 1820 vznikly první evropské osady v zálivu Bay of Islands a začaly rychle růst. V roce 1833 je začal spravovat oficiální zástupce britské koruny James Busby (známý jinak jako zakladatel australského vinařství). V roce 1838 byla založena Novozélandská kolonizační společnost a kolonizace nabrala na obrátkách. Zároveň ale o Nový Zéland stále jevili zájem Francouzi.
Ve třicátých letech Maorové změnili strategii. Vzájemné genocidní války pozvolna ustaly a pomalu a s obtížemi hledali Maoři cestu ke sjednocení, které by se mohlo jednotně postavit výzvě nového osídlení. Prvním významným aktem tohoto sjednocování bylo podepsání tzv. Deklarace nezávislosti Spojených kmenů Nového Zélandu roku 1835. Šlo o akt náčelníků 34 kmenů Severního ostrova. Na začátku 40. let už uvědomění si maorské jednoty pokročilo do fáze, kdy lze hovořit o kolektivní identitě, jenže v té době už si Maorové také jasně uvědomili, že se dostali do pasti: vlastními údery vybili značnou část svého obyvatelstva a nově příchozích začalo rychle přibývat - roku 1840 tvořili Maoři na Novém Zélandu již jen 12 procent populace. Navíc noví osadníci měli technologickou a kulturní převahu. Nakonec si maorské elity uvědomily, že nestojí před volbou zda kolonizace ano či ne, ale kterou kolonizaci zvolit - zda britskou, nebo francouzskou. Francouze si vyhodnotili jako jednoznačně větší nebezpečí (několik jejich vpádů vedlo k velmi krvavým střetům). Naopak s Brity se jim jednalo mnohem lépe. Již roku 1820 se maorský náčelník Hongi Hika v Británii setkal s králem Jiřím IV. To byl začátek vyjednávání. Ta vyvrcholila roku 1840. Tehdy se zástupci 500 kmenů dohodli s Brity na tom, že se Evropané (Maorové pro ně mají označení Pākehā, tedy "Nemaoři") stanou vůdčí silou v oblasti a Nový Zéland bude spadat pod svrchovanost britské koruny, výměnou za to měl zůstat nedotčen jejich majetek, lesy a voda. Navíc Maoři získali všechna práva a výhody britských občanů. Historickou smlouvu zvanou Smlouva z Waitangi podepsal s maorskými náčelníky roku 1840 kapitán William Hobson.
Toto řešení se zdálo ideálním kompromisem, v druhé polovině 19. století však došlo tak jak tak ke sporům mezi razantně modernizujícími Evropany a původními obyvateli. Dodnes existují spory, zda byla smlouva z Waitangi porušena či nikoli, a kdo následující války o půdu vlastně začal. Nicméně smlouva z Waitangi je dodnes na Novém Zélandu horkým politickým tématem a řada Maorů se na jejím základě domáhá vlastnictví půdy, kterou mezitím získali bílí Evropané.

## Britská modernizace

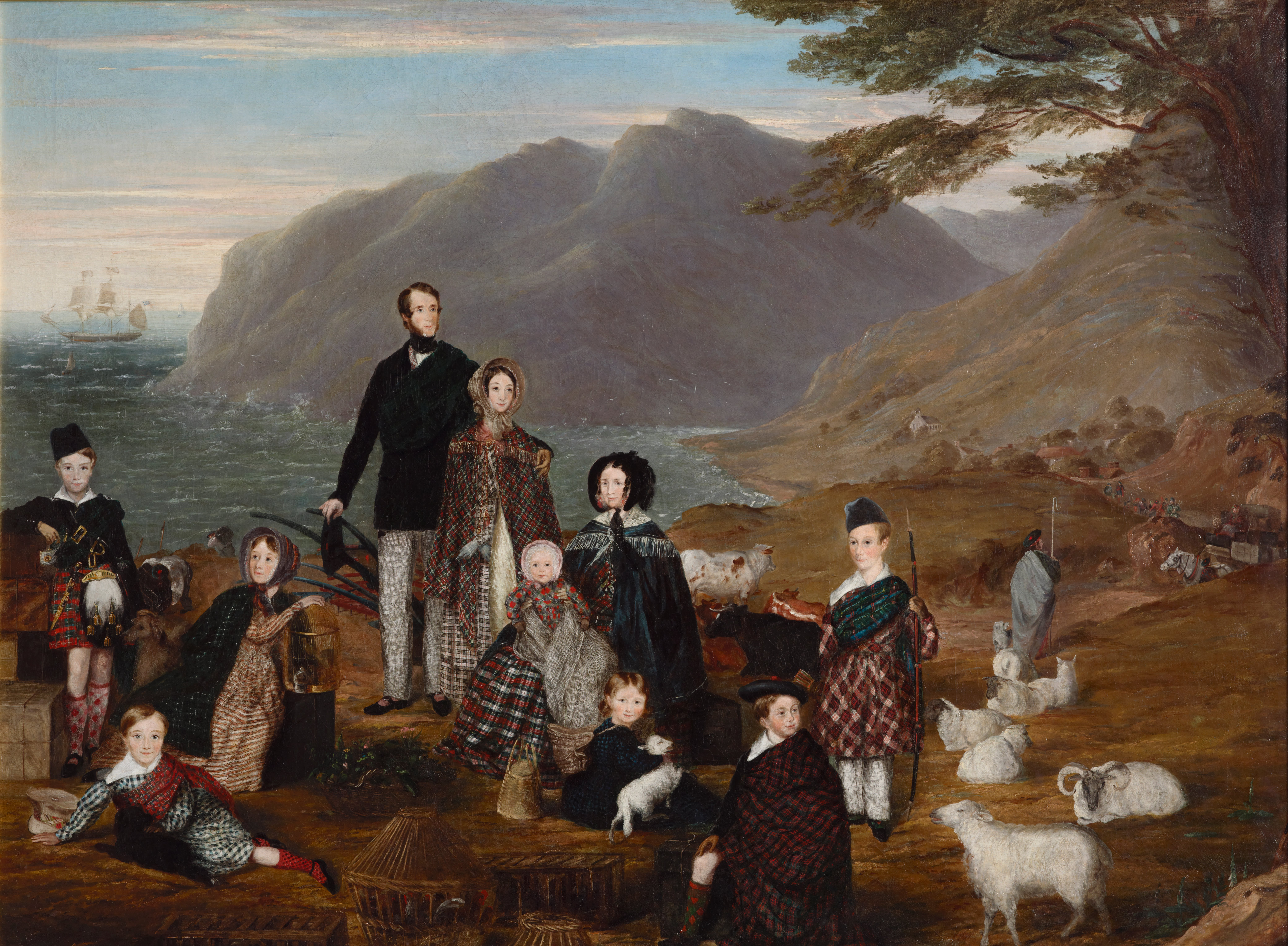
Obraz skotských sedláků-osadníků, který vytvořil William Allsworth kolem roku 1844

Britové se kolonizačního úkolu chopili s velkou vervou (a také zkušeností). V roce 1840 založili na Severním ostrově nové důležité centrum, město Wellington (později vyhlášené hlavním městem státu). Krátce po podepsání smlouvy z Waitangi vyhlásili Britové Nový Zéland závislým územím Nového Jižního Walesu (tedy Austrálie). Ale již roku 1841 byla podřízenost Austrálii zrušena a Nový Zéland byl prohlášen samostatnou britskou kolonií s vlastním guvernérem, jímž se stal William Hobson. Tato nezávislost na větším severním sousedovi (spojení s nímž by se z mnoha úhlů pohledu zdálo logické) byla dlouho důležitým prvkem novozélandské identity. Krom specifického maorského dědictví přispívalo k odklánění australské a novozélandské identity také to, že kolonizace obou jednotek měla jiný charakter – Austrálie byla původně trestaneckou kolonií a první zemědělští osadníci byli v domovské zemi spíše neúspěšní drobní rolníci z Anglie či Walesu. Typickým kolonizátorem Nového Zélandu byl spíše Skot, a to navíc spíše větší sedlák (hrdost na skotskou tradici je dodnes cítit zejména na Jižním ostrově, v jehož jižní části je nejvíce skotských presbyteriánů; v severní části ostrova a na severním ostrově převládají anglikáni).
Austrálie nicméně Nový Zéland samozřejmě silně ovlivnila, a to především masivním dovozem ovcí, který začal po roce 1850, a který dal novozélandskému zemědělství jasně vlnařský charakter. Někdy je také éra 1850–1880 na Novém Zélandu nazývána "epochou vlny".
V roce 1852 britská koruna změnila status souostroví - ústavním zákonem získal autonomii. Vznikl (zákonem zvaným Constitution Act) vlastní novozélandský parlament (General Assembly) a rok 1952 je tak rokem vzniku novozélandské demokracie. Země byla také rozdělena na šest provincií, z nichž každá získala vlastní lokální vládu.
Typickou událostí této epochy bylo rovněž vypuknutí "zlaté horečky" na řece Buller v roce 1859. Vlna dobrodruhů a zlatokopů je velkým tématem novozélandské literatury a založila jistou vrstvu novodobého folklóru. Posílila také migraci z Británie a proměnila sociální a psychologický profil lidí, kteří začali přicházet. Nepřicházeli ovšem jen Britové – například v roce 1863 založili na Novém Zélandu osadu Puhoi i německy mluvící migranti z Čech. K nejznámějším českým migrantů patřil malíř Gottfried Lindauer (známý především svým obrazem Henne Rupene).
Jako i v jiných svých koloniích kladli Britové velký důraz na rozvoj železnice. Stavba železničního systému byla na Novém Zélandu zahájena roku 1869.

## 1860–1907: Války o půdu, rozvoj průmyslu i demokracie

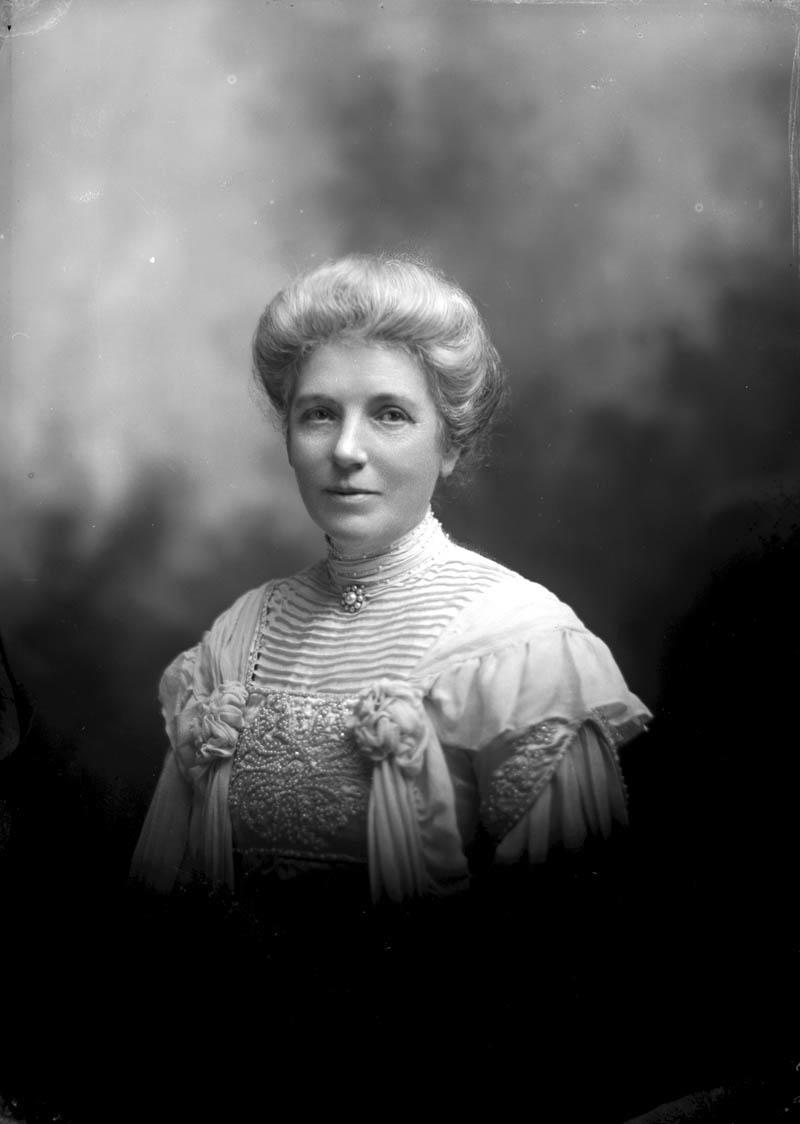
Sufražetka Kate Sheppardová vybojovala ženám na Novém Zélandu volební právo, jako prvním na světě.

Roku 1860 skončila "idylka" v soužití původních obyvatel a nově příchozích kolonistů (ostatně přerušená již předtím několika incidenty, například tzv. Válkou o vlajku (Flagstaff War) v letech 1845-46). Boje mezi Maory a Evropany o půdu začaly v oblasti Taranaki. Tamní Maoři válku kolem roku 1864 prohráli a následovala rozsáhlá "trestná" konfiskace půdy maorských kmenů. O její legitimitě se diskutuje dodnes a velkým tématem se stala v 70. letech 20. století, kdy vzniklo hnutí za práva původních obyvatel. Maoři však byl v 60. letech 19. století, kdy války vypukly, rozděleni. Část kmenů tvrdila, že právě některé maorské kmeny porušily svým odbojnictvím smlouvu z Waitangi a zúčastnily se bojů na straně novozélandské vlády.
Novozélandská vláda se pokusila ukonejšit pocity frustrace Maorů mj. tím, že jim roku 1867 přidělila čtyři křesla v parlamentu. Tyto čtyři zástupce pak volili všichni maorští muži starší 21 let bez ohledu na výši majetku, zatímco na bílé voliče se majetkový cenzus dosud vztahoval.
Vztahy s Maory však nebyly jediným konfliktem v mladé společnosti. Roku 1870 odešly ze země poslední jednotky britské armády. Tím se zvýšila nezávislost Zélandu, ale také moc centrální vlády, v jejímž čele v té době stál Julius Vogel, první novozélandský premiér židovského původu. Jeho vláda zavedla celou řadu opatření (program veřejných prací, imigrační program), která se nelíbila provinciálním vládám. Rostoucí napětí vyřešil roku 1876 novozélandský parlament zrušením provincií. Proto byl Nový Zéland dlouho centralizovaným unitárním územím (až do reformy z roku 1989, která vytvořila šestnáct regionů).
Vláda pak nastoupila velmi pokrokový kurz a roku 1877 ustavila národní systém vzdělávání (zákonem zvaným Education Act), který nejenže zaváděl povinnou školní docházku pro všechny děti bez rozdílu od 6 do 15 let, ale byl také zcela nezávislý na jakékoli církvi a škola byla zdarma. K dalším typickým rysům novozélandské politické tradice patřila ochrana životního prostředí: již v roce 1887 byl založen první národní park Tongariro. Další pokrokové opatření bylo zavedeno roku 1891 - volební právo získaly i ženy. Nový Zéland se tak stal vůbec prvním státem světa, který toto právo ženám přiznal. Boj za volební právo žen vedla především aktivistka Kate Sheppardová. Ženské hnutí je na Novém Zélandu silné dodnes (byť první žena stanula v čele země až roku 1997, když se premiérkou stala Jenny Shipleyová z Národní strany. Vystřídala jí ovšem hned další žena, labouristka Helen Clarková.)
V čele byl Nový Zéland ale i v boji za práva sociální: V roce 1894 bylo reformováno pracovní právo a stát garantoval tzv. smírčí řízení, která pod jeho dozorem musely absolvovat odbory a zaměstnavatelé, pokud mezi nimi došlo v jednotlivých podnicích ke konfliktu. V roce 1898 pak byl zaveden důchodový systém (Old Age Pension Pact).
Neméně dynamickým byl od 80. let 19. století vývoj hospodářský, technologický a vědecký. V 80. letech technologický pokrok změnil charakter novozélandského zemědělství. Skončila éra vlny, neboť farmáři se začali orientovat na produkci masa. Umožnil jim to vynález chladírenských boxů. Ty umožnily novozélandské maso vyvážet do Austrálie i jinam. Roku 1888 byla elektrifikována první dvě novozélandská města (Auckland a Wellington). Kolem roku 1904 údajně vzlétl farmář Richard Pearse na létajícím stroji vlastní výroby a stal se tak možná prvním aviatikem světa, nicméně není příliš uznáván, protože jeho pokus sledovalo málo svědků. Novozélanďan Ernest Rutherford však již získal svými výzkumy atomu uznání celosvětové a roku 1908 také Nobelovu cenu. O rok později byl právě na Novém Zélandu vynalezen prodejní automat.

## Samostatnost

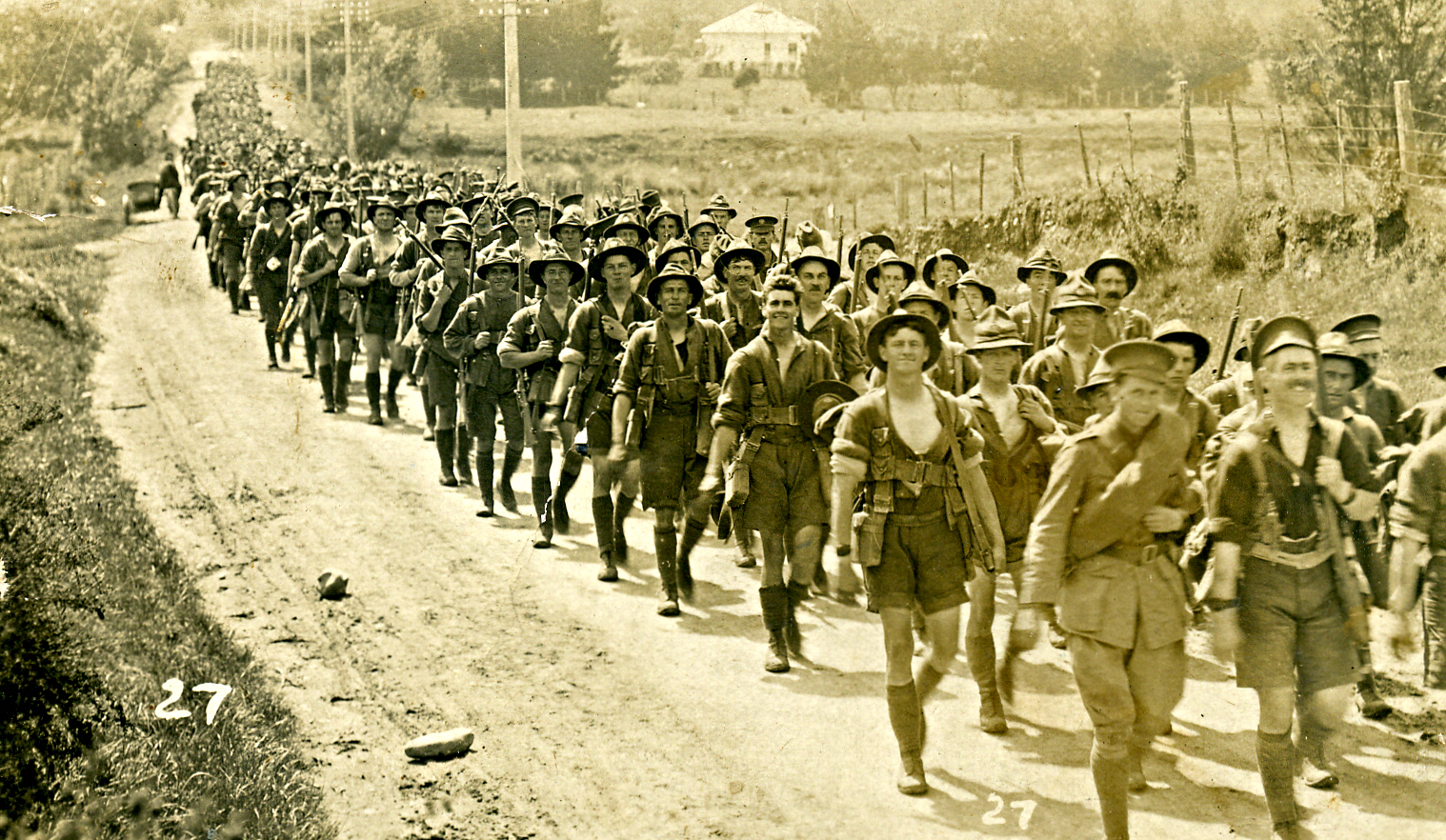
Novozélanďané rukující na bojiště první světové války

Politický systém se rychle rozvíjel. V 90. letech vznikl systém politických stran. Nejvlivnější se stala v té době Liberální strana (vládla 1891-1912). Ta nejprve roku 1901 odmítla vstoupit do Australské federace, aby následně začala usilovat o plnou nezávislost na Británii. Britská koruna se tomu nebránila a roku 1907 se Zéland stal pouhým britským dominiem. 26. září 1907 Nový Zéland dnes považuje za datum vzniku státu (byť skutečnou nezávislost přinesl až britský zákon o dominiích z roku 1931, po jehož vydání status dominia znamenal pouhou příslušnost k Britskému společenství národů – Commonwealthu, další posílení nezávislosti přišlo roku 1947 přijetím tzv. Westminsterského statusu). Krátce po svém vzniku dosáhl nový stát populace jednoho milionu obyvatel (na začátku 21. století to byly 4 miliony). V hranicích z roku 1907 existuje dodnes, jen roku 1962 se od něj odtrhla Západní Samoa.
Rychlý rozvoj populace a společnosti zabrzdila první světová válka. Té se Nový Zéland velmi aktivně zúčastnil na straně Dohody a zaplatil vysokou daň: Ve válce, kam narukovalo 100 000 Novozélanďanů, byl zabit nebo zraněn každý třetí mužský obyvatel Nového Zélandu ve věku 20–40 let. Další mrtvé si vyžádala poválečná epidemie španělské chřipky. K nejslavnějším angažmá novozélandské armády během první světové války patřila bitva o Gallipoli, jež probíhala v letech 1915–1916.
Nový poválečný rozmach byl, tak jako jinde v západním světě, zbrzděn Velkou hospodářskou krizí z roku 1929. Vláda se pokusila reagovat systémem veřejných prací (Unemployment Board). Nespokojenost ve společnosti přesto v roce 1935 poprvé v historii Nového Zélandu dostala k moci místní sociální demokracii – Novozélandskou stranu práce (New Zealand Labour Party). V čele vlády stanul Michael Joseph Savage. Jeho vláda ještě rozšířila síť dosavadních sociálních opatření: zahájila výstavbu státních bytů, zkrátila pracovní týden na čtyřicet hodin, roku 1938 pak byl vydán Social Security Act, který zaváděl nový systém důchodů, ale také systém veřejného zdravotnictví.

## Válka a posílení vztahů s USA

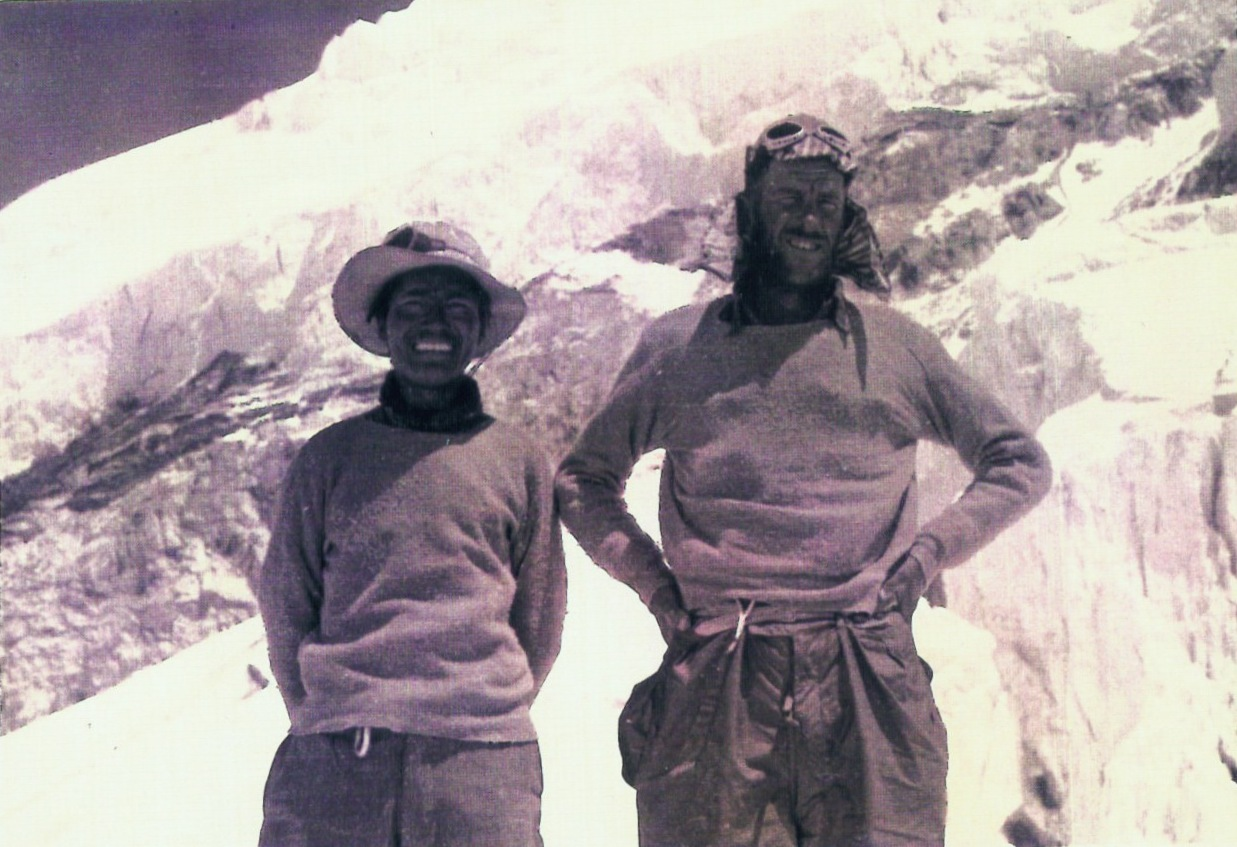
Novozélanďan Edmund Hillary (vpravo) se roku 1953 stal prvním pokořitelem nejvyšší hory světa Mount Everestu. Vlevo jeho šerpa Tenzing.

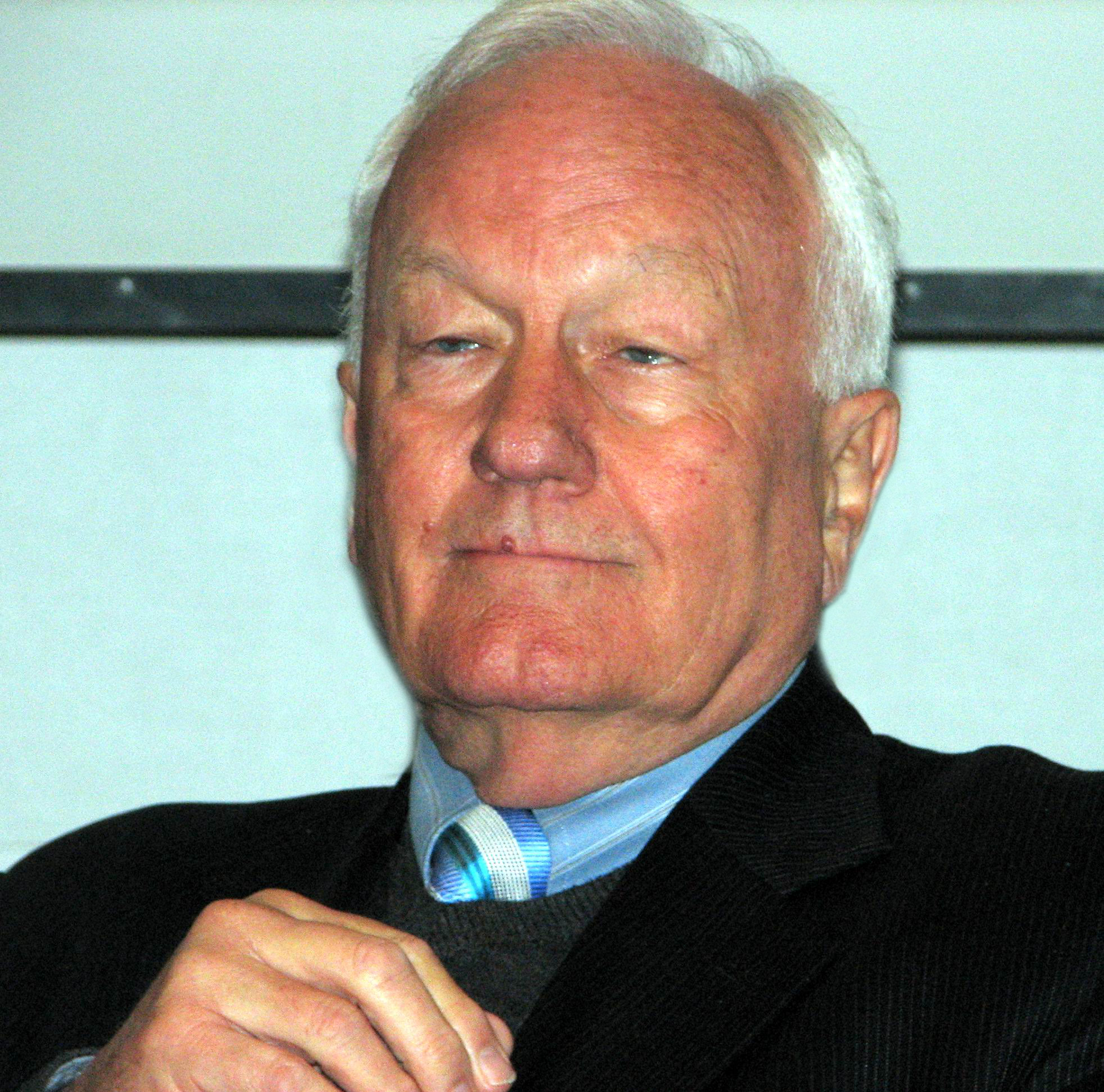
Ministr financí Roger Douglas, jeho reformy 80. let nasměrovaly Nový Zéland k ekonomickému úspěchu

Roku 1939 však budování státu znovu narušila druhá světová válka. Nový Zéland, jako člen Commonwealthu, znovu vstoupil do bojů po boku Británie. Vyslal na bojiště 120 000 vojáků. Jeho ztráty byly znovu enormní. Měl nejvíce mrtvých a zraněných na počet obyvatel ze všech bojujících států. Zároveň se – na rozdíl od první světové války – ocitlo v bezprostředním ohrožení i území Nového Zélandu, když začala hrozit invaze Japonců. Po celou dobu války střežilo novozélandské území americké námořnictvo, což založilo tradici velmi úzkých vazeb se Spojenými státy.
V 2. polovině 20. století vazby s USA a Austrálií neustále posilovaly na úkor tradičních vazeb s Británií, jejichž pozůstatkem zůstalo vlastně již jen to, že formální hlavou státu je dosud britský monarcha. Klíčovým momentem byl vznik americko-australsko-novozélandské obranné aliance ANZUS v roce 1951. Nový Zéland se díky tomu zúčastnil i korejské a později vietnamské války. Americké nákupy vlny v 50. letech vyvolaly tzv. Novozélandský wool boom.
V roce 1965 Austrálie a Nový Zéland podepsaly dohodu o volném obchodu – New Zealand/Australia Free Trade Agreement (ještě prohloubená roku 1983 dohodou zvanou Closer Economic Relations). Další oslabení vztahů s Británií přišlo v roce 1973, když Spojené království vstoupilo do Evropské unie. Spolu s tím muselo přijmout i evropskou zemědělskou politiku a omezit tak zemědělský dovoz ze Zélandu. V souběhu s právě probíhající celosvětovou ropnou krizí to na Novém Zélandu vyvolalo hospodářskou recesi nebývalých rozměrů. Ta trvala hluboko do osmdesátých let. K moci vynesla roku 1973 Národní stranu Roberta Muldoona, která se pokusila krizi zvládnout protekcionismem a masivními vládními intervencemi do ekonomiky. Rozpočty kvůli tomu byly vysoce deficitní a rostlo zadlužení a brzy i inflace. Nezaměstnanost se nedařilo snižovat, což vedlo k velké vlně odchodu zvláště mladých do Austrálie.
Národní strana ztratila moc roku 1984, na úkor labouristů. Ti ve svém čtvrtém vládním angažmá v historii, otočili kormidlo vývoje. Deregulační politika, kterou zvolili, se mohla z evropského hlediska (vzhledem k tradiční evropské sociálnědemokratické agendě) zdát paradoxní: zrušení zemědělských dotací, zrušení státní kontroly mezd a cen, snížení daní, masivní privatizace, zrušení povinného členství v odborech (někdy se hovoří o vzniku "rogernomics", podle ministra financí Rogera Douglase). Tato politika, která se zjevně inspirovala u Margaret Thatcherové a Ronalda Reagana, byla úspěšná. Ekonomika se zvedla, labouristé znovu vyhráli volby roku 1987, v roce 1991 konečně začala klesat i nezaměstnanost.
Bezjaderná zóna v novozélandských vodách, kterou roku 1984 vyhlásil sociálnědemokratický premiér David Lange, nicméně oslabila vazby se Spojenými státy.
Reformy 80. let zlomily prokletí a Novému Zélandu se na konci 20. století a začátku 21. století ekonomicky dařilo velmi dobře. Po roce 2004 ekonomiku země významně posílil nárůst turistického ruchu, který vyvolala filmová trilogie Pán prstenů, jež se na Novém Zélandu natáčela. Nešlo o náhodu – natočil ji novozélandský režisér Peter Jackson.

## Maorská renesance
V 50. letech se Maorové začali ve velkém stěhovat do měst. V 70. letech vzniklo hnutí za práva Maorů a roku 1975 vláda schválila tzv. Treaty of Waitangi Act. Zákon jim přiznával nárok na půdu, kterou měli ve chvíli podepsání původní smlouvy z Waitangi roku 1840, a kterou v průběhu doby za různých okolností ztratili. To na druhé straně vyvolalo pocit křivdy u řady bílých farmářů. Nacionalistické nálady mezi částí bílého obyvatelstva zesílily poté, co vláda začala roku 1988 vracet Maorům i pozemky nezemědělského charakteru, například městské pozemky v Aucklandu. Další vlna přišla roku 1995, když premiér James Bolger podepsal s "maorskou královnou" Te Arikunui Dame te Atairangikaahu Dohodu z Turangawaewae Marae. Tehdy Maorové dostali nejen další státní půdu, ale začali dostávat i obrovské finanční kompenzace. Od té doby v části novozélandské pravice vznikl dojem, že Maorové společnosti ničím nepřispívají a parazitují na ní sociálními dávkami, které jsou maskovány jako kompenzace za údajné křivdy minulosti.